# Кванг Нам
Кванг Нам (виј. Quang Nam) је једна од 58 покрајина Вијетнама. Налази се у региону Јужна Централна Обала. Заузима површину од 10.438,3 km². Према попису становништва из 2009. у покрајини је живело 1.422.319 становника. Главни град је Там Ки.